# Russula rubroalba
Russula rubroalba är en svampart som först beskrevs av Rolf Singer, och fick sitt nu gällande namn av Henri Romagnesi 1967. Russula rubroalba ingår i släktet kremlor och familjen kremlor och riskor.   Inga underarter finns listade i Catalogue of Life.

## Bildgalleri